# Robert Sipp

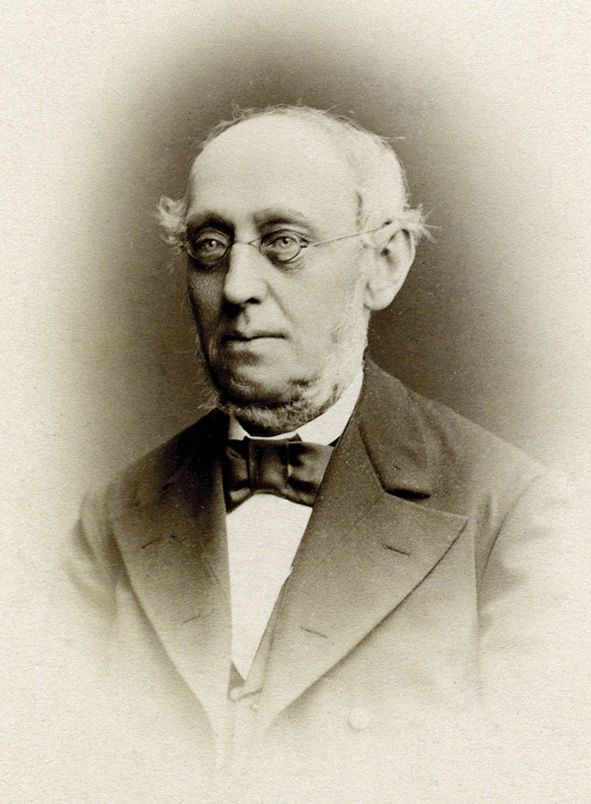
Robert Sipp

Friedrich Robert Sipp (* 5. Juli 1806 in Leipzig; † 21. Dezember 1899 ebenda) war ein deutscher Violinist und langjähriges Mitglied des Leipziger Gewandhausorchesters.

## Leben
Robert Sipp war der Sohn des Müllergesellen Friedrich Ehrenfried Sipp und dessen Ehefrau Johanna Friederike geborene Schön. Über seine musikalische Ausbildung ist nichts bekannt. 1824 versammelten er und Wilhelm Eduard Hermsdorf (1804–1886) junge musizierfreudige Leipziger um sich, woraus 1828 der Musikverein Euterpe entstand.

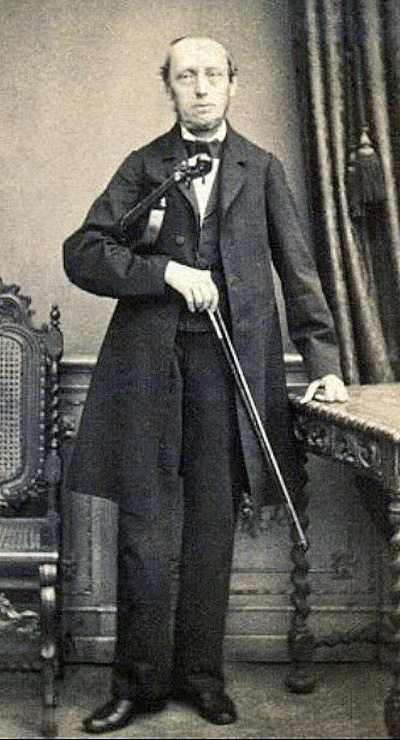
Robert Sipp mit seinem Instrument

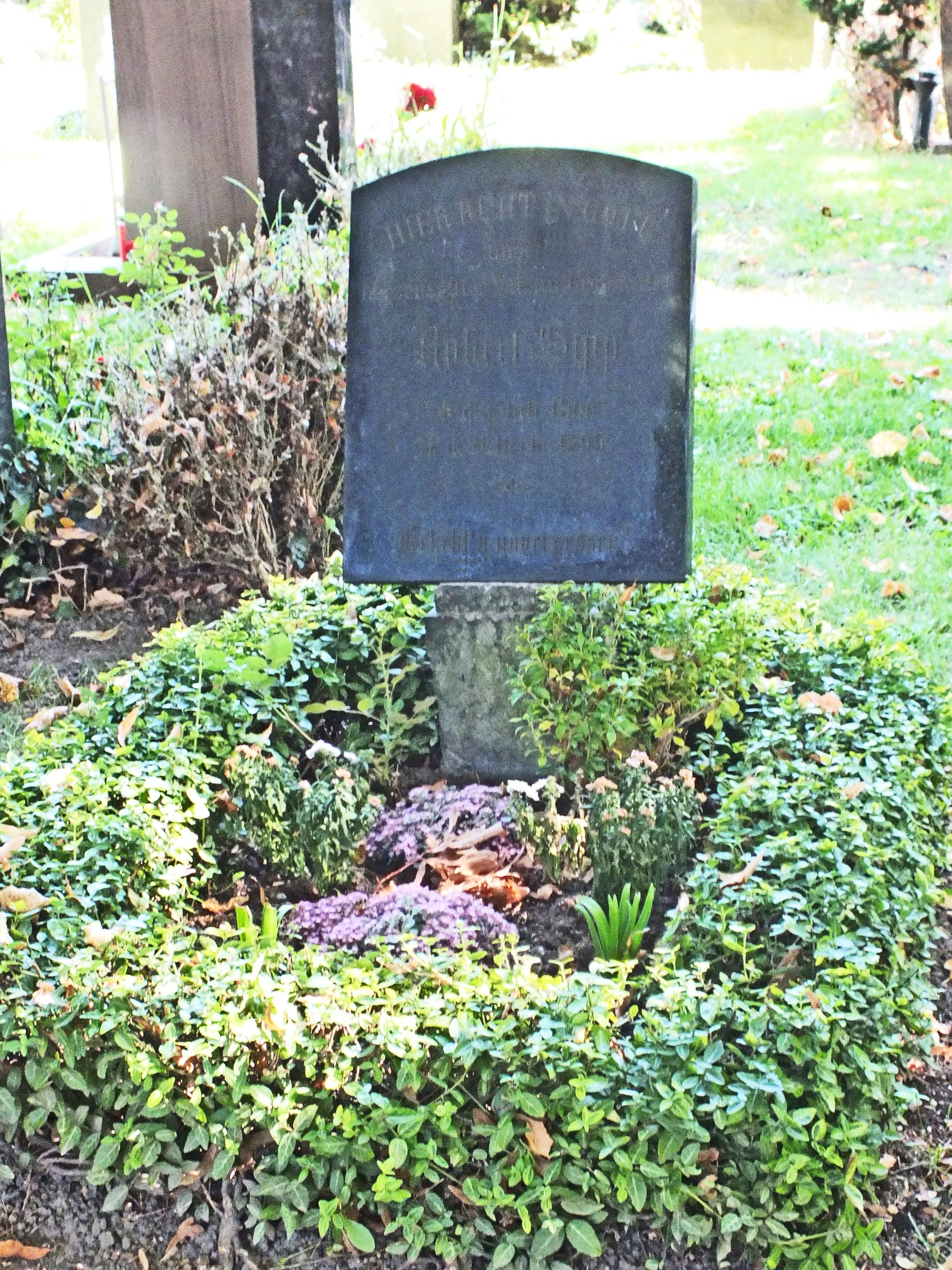
Sein Gran auf dem Friedhof Leipzig Gohlis

Ab 1825 war Robert Sipp am Gewandhaus in Leipzig engagiert, wo er die Stelle eines Geigers innehatte. 1834 wurde er in den Pensionsfonds des Orchesters aufgenommen. Er war 45 Jahre lang bis zu seiner Pensionierung 1870 Mitglied des Orchesters.
Im Sommer 1830 hatte er für einige Monate dem 17-jährigen Richard Wagner (1813–1883) Violinunterricht erteilt. 1841 wurde Sipp in die Leipziger Freimaurerloge Balduin zur Linde aufgenommen.
Sipp war zweimal verheiratet und zweimal verwitwet. Als er mit 93 Jahren starb, lebte er bei einer Tochter in Leipzig-Gohlis. Sein Grab auf dem Gohliser Friedhof ist noch erhalten.

## Verhältnis zu Richard Wagner
Nach dem Violinunterricht urteilte Robert Sipp über den jungen Wagner:

„Er hatte eine rasche Auffassung, doch er war faul und wollte nicht üben. Er war mein schlechtester Schüler.“

Dennoch muss ihn wohl Wagner in guter Erinnerung behalten haben, denn er lud den 76-Jährigen als Ehrengast zu den ersten Bayreuther Festspielen ein. Und zu seinem 90. Geburtstag war Wagners Witwe Cosima mit ihrem Sohn Siegfried unter den Gratulanten.